# Вельовічек
Вельовічек (пол. Wielowiczek) — село в Польщі, у гміні Сошно Семполенського повіту Куявсько-Поморського воєводства.
Населення — 62 особи (2011).
У 1975-1998 роках село належало до Бидгощського воєводства.

## Демографія
Демографічна структура станом на 31 березня 2011 року:
|          | Загалом | Допрацездатний вік | Працездатний вік | Постпрацездатний вік |
| -------- | ------- | ------------------ | ---------------- | -------------------- |
| Чоловіки | 31      | 5                  | 25               | 1                    |
| Жінки    | 31      | 6                  | 15               | 10                   |
| Разом    | 62      | 11                 | 40               | 11                   |